# Mas Vilanera
Mas Vilanera és una masia del municipi de l'Escala protegida com a bé cultural d'interès local.

## Descripció
Situat a l'oest del nucli antic de la població de l'Escala, al puig de Vilanera, força proper als nuclis d'Empúries.
Gran masia d'estructura complexa, formada per diversos cossos. El nucli principal està format per la casa, la torre i un cos adossat a ambdues construccions. La casa és de planta rectangular, amb la coberta a quatre vessants i distribuïda en planta baixa i dos pisos. La façana principal presenta el portal d'arc de mig punt adovellat, el qual no es pot apreciar íntegrament, ja que el cos adossat a la façana el talla. Al primer pis hi ha tres finestres rectangulars bastides amb carreus ben desbastats, amb els ampits motllurats i dues d'elles amb guardapols a la part superior. A la segona planta, tres finestres més, una d'elles restituïda amb maons i les altres dues emmarcades amb pedra. La resta de façanes també presenten finestres rectangulars emmarcades amb pedra. Adossat a la façana principal, i al costat del portal, hi ha un forn de planta circular. A l'extrem sud-oest de la façana hi ha la torre, de base quadrangular i amb el basament lleugerament atalussat. Està distribuïda en planta baixa i tres pisos, amb la coberta a dues aigües de teula. Conserva dues espitlleres al primer pis, una altra a la segona planta i a la part superior, restes d'un matacà. També presenta alguna finestra oberta al pis superior. El cos rectangular adossat a la torre i a la casa consta de dues plantes, amb la coberta a un sol vessant de teula i el basament de la façana alineada amb la torre lleugerament atalussat. La planta baixa és oberta a manera de porxo, amb dues grans arcades de mig punt bastides amb maons. Al pis, utilitzat de pallissa, hi ha dues obertures, una d'elles balconera.
A la part posterior del mas hi ha l'espai destinat a les tasques agrícoles, format per quatre grans edificis de planta rectangular, amb les cobertes a dues vessants, destinats a quadres, corrals i magatzems. Estan distribuïts al voltant del nucli original del mas, creant un espai tancat de treball al bell mig.
Majoritàriament, les construccions que conformen el mas estan bastides amb pedra de diverses mides sense treballar, lligades amb morter de calç. A les cantonades hi ha carreus de pedra ben desbastats.
A poca distància de la masia hi ha les restes de l'antic monestir de Santa Maria de Vilanera.

## Història
Sembla que el Mas Vilanera data dels segles XVI-XVII. A partir de la data de construcció inicial s'han anat fent successives obres de remodelació i ampliació, d'acord amb les necessitats de l'ús agrícola. En origen, la torre de defensa era un element aïllat. El cos que la uneix amb el nucli principal de la casa és una construcció dels segles XVIII-XIX. Can Vilanera és una masia com tantes altres de les comarques marítimes que fou fortificada per prevenir el perill de la pirateria, que durant el segle xvi i XVII va augmentar consideradament. Aquest seria un fenomen que explicaria la presència de la majoria de les masies fortificades pròximes.